# Pęczelice Dzierżawne
Pęczelice Dzierżawne – część wsi Szczaworyż w Polsce, położona w województwie świętokrzyskim, w powiecie buskim, w gminie Busko-Zdrój.
W latach 1975–1998 Pęczelice Dzierżawne administracyjnie należały do województwa kieleckiego.